# All Girls Are the Same
All Girls Are the Same (stylisé en majuscule) est le premier single du rappeur américain Juice Wrld. Il est officiellement sorti en tant que premier single de son premier album studio, Goodbye & Good Riddance, le 13 avril 2018, après la sortie de son clip vidéo en février. Produite par Nick Mira, la chanson a accumulé plus d'un milliard de streams sur Spotify, soit sa deuxième chanson à y parvenir, après Lucid Dreams en décembre 2019. La chanson a fait ses débuts au numéro 92 du Billboard Hot 100 et a culminé au numéro 41.

## Paroles
Le morceau se concentre sur la façon dont les femmes, dans les relations passées de Juice Wrld, lui ont brisé le cœur par leur tromperie et sur le fait qu'il boit de l'alcool pour faire face à la tourmente émotionnelle.

## Clip
Le clip officiel a été réalisé par Cole Bennett et est sorti le 25 février 2018.

## Remix
Fin mars 2018, le rappeur américain Lil Yachty annonce qu'il effectuera un remix avec Juice Wrld sur All Girls Are the Same. Juice Wrld publie un extrait sur Instagram le 6 mai. Le 25 juin 2018, Lil Yachty publie la chanson sur SoundCloud mais elle est rapidement supprimée en raison de problèmes de droits d'auteur. Cependant, les internautes ont réussi à télécharger la chanson avant sa suppression, et elle est depuis disponible sur YouTube.